# كأس ديفيز 1990
كأس ديفيز 1990 (بالإنجليزية: 1990 Davis Cup)‏ هو الموسم 79 من كأس ديفيز. أقيم خلال الفترة 2 فبراير 1990 وحتى 2 ديسمبر 1990، وفاز فيه منتخب الولايات المتحدة لكأس ديفيز.